# Leptogorgia esperi
Leptogorgia esperi is een zachte koraalsoort uit de familie Gorgoniidae. De koraalsoort komt uit het geslacht Leptogorgia. Leptogorgia esperi werd in 1869 voor het eerst wetenschappelijk beschreven door Verrill. 